# WALL·E – Der Letzte räumt die Erde auf

WALL·E und EVE, Disneyland Paris, 2012

WALL·E – Der Letzte räumt die Erde auf (auf Filmplakaten WALL·E) aus dem Jahr 2008 ist der neunte computeranimierte Kinofilm der Pixar Animation Studios und der Walt Disney Company. Er lief am 27. Juni 2008 in den US-amerikanischen Kinos an. Der deutschsprachige Kinostart in Deutschland, Österreich und in der Deutschschweiz war am 25. September 2008.
WALL·E ist ein Akronym für Waste Allocation Load Lifter – Earth-Class (deutsch: „Müllordner und Lastenheber – Erdklasse“).

## Handlung
In einer fernen Zukunft ist die Erde durch Umweltverschmutzung aufgrund des gesteigerten Massenkonsums und der daraus resultierenden Vermüllung unbewohnbar geworden. Die Menschen haben die Erde daher bereits vor Jahrhunderten in mehreren vollständig autarken Raumschiffen, u. a. der Axiom des Supra-Konsumerkonzerns Buy n Large (BNL), verlassen. Ein Heer von Müllrobotern des Typs WALL·E wurde zurückgelassen, um aufzuräumen. Eigentlich war für diese Aktion ein Zeitraum von fünf Jahren angesetzt, doch im Jahre 2805, nach 700 Jahren des Müllsammelns und der Müllverarbeitung, ist der Protagonist WALL·E der einzige noch funktionsfähige dieser Aufräumroboter und die Erde noch immer eine desolate Müllhalde. WALL·E hat über die Jahrhunderte eine Weiterentwicklung durchlaufen und ein eigenes Bewusstsein entwickelt; dies geht so weit, dass er Ersatzteile für sich selbst sucht und besondere Gegenstände, die sein Interesse erwecken, in seine Privatsammlung aufnimmt. Sein einziger Freund ist eine Kakerlake. Von einer Kopie des Filmes Hello, Dolly! lernt er, dass es die Bestimmung aller hochentwickelten Lebewesen ist, sich zu verlieben.
Eines Tages findet WALL·E in einem versteckten Winkel ein kleines Pflänzchen und nimmt dieses in seine Sammlung auf. Bald darauf landet ein Raumtransporter auf der Erde und setzt den Roboter EVE (Extraterrestrial Vegetation Evaluator) aus. WALL·E verliebt sich in EVE, die jedoch zunächst kein Interesse an ihm zeigt. Sie hat den Auftrag, auf der Erde nach photosynthesefähigem, organischem Leben zu suchen. Sie spürt dieses auch auf in Form des Pflänzchens, das WALL·E entdeckt hat. Nachdem sie die Pflanze gefunden hat, stellt sie sie in ein Fach in ihrem Inneren, deaktiviert sich und wird kurz darauf vom Raumtransporter abgeholt. WALL·E klammert sich an die Außenhülle des Schiffs und gelangt so mit ihr ins Raumschiff Axiom, dessen menschliche Passagiere sich nach 700 Jahren Automatisierung, medialer Dauerberieselung und geringer Gravitation zu fettleibigen, degenerierten Wesen entwickelt haben.
Als der Kapitän des Raumschiffes von EVE die Pflanze in Empfang nehmen will, ist diese verschwunden. Der Autopilot der Axiom, Otto (im englischen Original AUTO), schickt daraufhin EVE zur Reparatur. WALL·E glaubt, EVE werde deaktiviert, und unternimmt einen Rettungsversuch, der allerdings in einem Aufruhr endet. Nachdem der Kapitän inzwischen WALL·Es Herkunft herausgefunden und die Aufzeichnungen über das frühere Leben auf der Erde studiert hat, entscheidet er sich, die Axiom zur Erde zu fliegen. Daran wird er aber von Otto gehindert, der schon lange den Befehl erhalten hatte, nie zur Erde zurückzukehren, da die Wissenschaftler und die Regierung bereits im Jahr 2110, fünf Jahre nach Beginn der Aktion, meinten, die Erde würde nie wieder bewohnbar werden. Aus diesem Grund hat Otto sich auch dazu entschlossen, die Pflanze zu beseitigen, damit sie nicht zum Anlass für die Rückkehr zur Erde wird. Doch WALL·E und EVE gelingt es, die Pflanze zu retten.
Nach einem Kampf mit Otto gelingt es dem Kapitän schließlich, diesen zu deaktivieren. Inzwischen ist es EVE gelungen, die Pflanze in den Holodetector zu setzen, wodurch die Axiom schließlich automatisch den Kurs zur Erde setzt. WALL·E ist jedoch durch den Versuch Ottos, den Holodetector zu deaktivieren, schwer beschädigt worden, und seine letzte Rettung ist die Erde, auf der es die nötigen Ersatzteile gibt.
Auf der Erde angekommen nutzt EVE alle vorhandenen Ersatzteile, um WALL·E zu reparieren. WALL·E befindet sich daraufhin allerdings wieder im „Auslieferungszustand“; seine „Persönlichkeit“ scheint verloren gegangen zu sein. Erst nach einer liebevollen Berührung durch EVE kehren seine Erinnerung und sein entwickeltes Wesen zurück.
Die Menschen beginnen, zusammen mit den Robotern, mit dem Wiederaufbau und der Rekolonialisierung der Erde. Im Abspann sieht man, wie die Erde zu einem Garten wird und sich die Körper der Menschen wieder normalisieren, während WALL·E und EVE ihre weitere Existenz gemeinsam verbringen.

## Besetzung und Synchronisation
Die FFS Film- & Fernseh-Synchron GmbH war für die Synchronisation verantwortlich. Der Sprecher von WALL·E, Timmo Niesner, schrieb das Dialogbuch und führte die Dialogregie.
| Figur        | Originalsprecher  | Deutscher Sprecher      |
| ------------ | ----------------- | ----------------------- |
| WALL·E       | Ben Burtt         | Timmo Niesner           |
| M-O          | Ben Burtt         | Bernhard Völger         |
| EVE          | Elissa Knight     | Luise Helm              |
| Kommandant   | Jeff Garlin       | Markus Maria Profitlich |
| Otto         | MacInTalk         | Joachim Kerzel          |
| John         | John Ratzenberger | Marco Kröger            |
| Mary         | Kathy Najimy      | Almut Zydra             |
| Bordcomputer | Sigourney Weaver  | Ulrike Stürzbecher      |

| Figur             | Darsteller          | Deutscher Sprecher     |
| ----------------- | ------------------- | ---------------------- |
| Shelby Forthright | Fred Willard        | Hans-Jürgen Dittberner |
| Cornelius Hackl   | Michael Crawford 1  | Originalton            |
| Irene Molloy      | Marianne McAndrew 1 | Originalton            |

## Hintergründe
Der Film wurde von Andrew Stanton gedreht, der bereits für Findet Nemo einen Oscar erhalten hatte. Produzenten waren Jim Morris von Lucasfilm und John Lasseter von Pixar (ebenfalls Oscargewinner für Findet Nemo).
Die Stimmen der Roboter wurden nicht wie üblich direkt von Schauspielern gesprochen, sondern mittels Sounddesign von Ben Burtt resampelt. Zur Generierung der Stimme des Bordcomputers Otto wurde unter anderem die Sprachsynthese-Software MacInTalk von Apple verwendet. An der Gestaltung von EVE war der ehemalige Apple-Chefdesigner Jonathan Ive beteiligt. Außerdem wird im Film die Beziehung von Pixar zu Apple durch einen alten Apple iPod deutlich, den WALL·E nutzt, um ein Video abzuspielen, sowie durch den klassischen Startton eines Apple-Computers, der auch bei WALL·E ertönt, wenn dieser seinen elektrischen Ladevorgang über seine eingebauten Solarmodule vollendet hat.
Andrew Stanton konzipierte WALL·E bereits vor der 1995 produzierten Toy Story. Die Frage: Was ist, wenn die Menschheit die Erde evakuiert und den letzten Roboter nicht ausschaltet? bildet dabei den Grundstock. Pete Docter entwickelte den Film 1995 innerhalb von zwei Monaten, nachdem Stanton ihm die Geschichte erzählt hatte. Aber da er unsicher war, eine Liebesgeschichte mit Maschinen zu erzählen, entschloss er sich, zunächst Monster AG (2001) zu drehen.
Stanton entwarf WALL·E mit Hilfe eines Fernglases – er beschloss, einen Hauptdarsteller zu kreieren, der ohne Mund und Nase und nur mit seinen Augen seine Emotionen vermittelt. Gemäß Stantons eigener Aussage könnte – zumindest „unbewusst“ – Nummer 5 lebt! Einfluss auf WALL·E gehabt haben.
Insbesondere die Szenen auf der Axiom sind mit Zitaten und Referenzen aus Sciencefiction-Klassikern wie Krieg der Sterne (1977), Ridley Scotts Alien (1979) und Stanley Kubricks 2001: Odyssee im Weltraum (1968) gespickt. So wird auch in 2001 der Bordcomputer HAL 9000, der sich gegen den Menschen wendet und auch optisch eine Ähnlichkeit besitzt, besiegt; als es dem fettleibigen Kapitän gelingt, auf seinen eigenen Füßen zu gehen, ertönt Also sprach Zarathustra von Richard Strauss. Die Schräglage des Raumschiffes spielt auf Szenen aus dem Katastrophenfilm Die Höllenfahrt der Poseidon (1972) an.
Der einzige Schauspieler des Films mit einer Sprechrolle ist Fred Willard, der den Präsidenten Shelby Forthright der Firma Buy n Large spielt. Es ist das erste Mal, dass ein Schauspieler in einem Pixar-Film auftritt. Weitere Schauspieler treten im Film in den Werbespots der Firma auf.
Der Vorfilm zu diesem Film heißt Presto.
Bei einem Budget von 180 Millionen US-Dollar spielte der Film bis Ende 2008 weltweit über 530 Millionen US-Dollar ein.
Der Film ist Justin Wright, einem Pixar-Mitarbeiter, gewidmet, der im Alter von 27 Jahren im März 2008 verstarb. Er hatte am Abspann von Ratatouille und an den Storyboards von WALL·E und Presto mitgearbeitet.
Auf der Blu-ray- und DVD-Fassung befindet sich der Kurzfilm BURN·E, der die zeitlich parallel laufende Geschichte eines Reparaturroboters an Bord der Axiom erzählt. Dieser ist im Hauptfilm in einer Nebenrolle zu sehen.

## Rezeption
WALL·E erhielt ein sehr gutes Presseecho, was sich auch in den Auswertungen US-amerikanischer Aggregatoren widerspiegelt. So erfasst Rotten Tomatoes fast ausschließlich wohlwollende Besprechungen und ordnet den Film dementsprechend als „Zertifiziert Frisch“ ein. Metacritic ermittelt aus den vorliegenden Bewertungen „Allgemeines Kritikerlob“.
So bezeichnete A. O. Scott von der New York Times die ersten 40 Minuten des Filmes – die nahezu ohne Sprache auskommen – als „ein cineastisches Gedicht von so viel Esprit und Schönheit, dass seine dunkleren Folgen erst nach einiger Zeit einsickern“. Regisseur und Autor Stanton nutze hier das Medium Film, um Kritik an der von Großunternehmen geprägten Konsumkultur voranzubringen.
Der Kolumnist Kyle Smith von der New York Post ging in seinem Beitrag zum Film auf die dunklen Seiten des Drehbuchs ein: „Ich versuche, mich an einen Zeichentrickfilm von Disney zu erinnern, der derart düster und zynisch ist wie dieser hier. Mir fällt keiner ein.“ Die Darstellung der Menschen in der Zukunft als fette Idioten sei zugleich nahe dran an den Besuchern von Walt Disney World, die in einer sterilen, künstlichen Umgebung passiv Unterhaltung konsumieren.
Todd McCarthy schrieb in der Variety vom 30. Juni 2008, WALL-E sei „einfach, aber einfallsreich“. Er hob hervor, dass, obwohl die Handlung in einer Apokalypse wurzele, der Ton und die Botschaft sehr optimistisch seien: „Ja, das Schlimmste steht noch bevor, aber die Menschheit wird über kurz oder lang immer zu ihren Wurzeln zurückkehren. Das ist gut zu wissen.“
Georg Seeßlen findet, dass es die liebevoll ironischen Details sind, „mit denen der Alltag des ewigen Arbeiters und seine kleinen Freuden geschildert werden, zugleich ein alleingelassenes Kind und ein Relikt einer industriellen Zeit, wegen der man am liebsten noch ein halbes Stündchen mit Wall-E im Müll verbringen wollte.“

„Ein mitreißender, formal wie inhaltlich radikaler Animationsfilm, der in der ersten Hälfte sein bezauberndes audiovisuelles Abenteuer nahezu ohne (menschliche) Dialoge entwirft. In der zweiten Hälfte fokussiert er nicht weniger begeisternd auf Action, Spannung und seine ökologische Botschaft.“

2016 belegte WALL·E bei einer Umfrage der BBC zu den 100 bedeutendsten Filmen des 21. Jahrhunderts den 29. Platz. 2021 wurde der Film in das National Film Registry aufgenommen.

## Auszeichnungen
- 2008 – World Soundtrack Award – für die Filmmusik von Thomas Newman Nominierung in der Kategorie Best Original Score of the Year
- 2008 – World Soundtrack Award – für die Filmmusik von Thomas Newman und Peter Gabriel Nominierung in der Kategorie Best Original Song Written Directly for Film für das Lied Down to Earth[27][28]
- 2008 – Teen Choice Award – Nominierung in der Kategorie Choice Summer Movie: Comedy
- 2008 – Preis der Los Angeles Film Critics Association in der Kategorie Bester Film
- 2009 – Golden Globe Award als Bester Animationsfilm und Nominierung in der Kategorie Bester Filmsong („Down to Earth“)[29]
- 2009 – British Academy Film Award als Bester Animationsfilm
- 2009 – Curt-Siodmak-Preis als Bester Science-Fiction-Film
- 2009 – Grammy 2009 – für die Filmmusik von Peter Gabriel & Thomas Newman in den Kategorien Best Song Written For Motion Picture, Television Or Other Visual Media und Best Instrumental Arrangement und Nominierung in der Kategorie Best Score Soundtrack Album For Motion Picture, Television Or Other Visual Media[30]
- 2009 – Oscar – Bester Animationsfilm und nominiert in den Kategorien Original-Drehbuch, Filmmusik, Filmsong („Down to Earth“), Tonschnitt und Ton[31]

## Trivia
Die Kakerlake Hal (nach Hal Roach) ernährt sich von Nahrung, die nach 700 Jahren noch nicht zersetzt ist. Sie taucht außerdem in den Filmen Ratatouille und Ralph reichts auf.